# Рукопис, знайдений у ванні
«Щоденник, знайдений у ванні» (пол. Pamiętnik znaleziony w wannie) — науково-фантастичний роман Станіслава Лема. Перше видання вийшло в 1961 році у видавництві «Wydawnictwo Literackie», Краків (Польща). Назва твору є алюзією на відомий роман Яна Потоцького «Рукопис, знайдений у Сарагосі». Українською мовою перекладено 2021 року.

## Сюжет
Текст твору поданий як розповідь, описана в щоденнику головного героя, та знайдена через майже 3 тис. років. Це єдиний паперовий документ, який вцілів після загадкового «папіролізу» — катаклізму, що знищив увесь папір. Його збереженість пояснюється тим, що автор сховав рукопис під ванною, а потім її засипало внаслідок виверження вулкана.
Зі щоденника з'ясовується, що головний герой працює в якійсь секретній установі, розташованій у величезній будівлі. Там панує бюрократія, що перешкоджає будь-якій продуктивній та логічній діяльності. Оповідач проте наполегливо намагається виконувати свої обов'язки, навіть якщо це пов'язано з порушенням правил. Так, він просто безцеремонно заходить до кабінету, бо секретарка не слухає буквально нікого, крім свого начальника.
Один із керівників сприймає оповідача за спецагента, бо той був єдиний у штатському одязі. Він вирішує доручити оповідачеві таємне завдання, але не повідомляє його деталі через смерть від передозування ліками.
Намагаючись з'ясувати суть своєї місії, автор рукопису відвідує різних чиновників, але всі вони не мають повноважень розкрити йому таємницю. Згодом оповідач розуміє, що кожна деталь в установі має значення, а особи всіх працівників підставні. Вони постійно вчиняють щось протиправне та пишуть одне на одного доноси.
Оповідач сам пише донос на співробітника Баранна, та зустрічає священника, що пояснює йому влаштування установи. Як описує священник, сама установа визначає що кому в ній робити і підтримує стабільне, проте несправедливе, існування, розподіляючи завдання. Священник пропонує приєднатися до нього, як єдиного, хто розуміє як усе влаштовано насправді, та знищити установу. Оповідач підозрює що це провокація, але погоджується зустрітися зі священником наступного дня.
На шляху до домовленого місця, ванної, оповідач знаходить там чоловіка, що вимагає «дати свідчення», а в разі відмови погрожує загадковими покараннями. Протагоніст вирішує покинути установу, та потім приходить у ванну, де бачить, що священник вчинив самогубство.